# Jean Ier Stapleton
Pour les articles homonymes, voir Stapleton.
Jean Ier Stapleton, né en 1661 à Limerick (Irlande) et mort le 4 octobre 1701 à Nantes, est un réfugié jacobite irlandais, fondateur d'une dynastie de grands planteurs esclavagistes de Saint-Domingue et membre de la communauté des Irlandais de Nantes.

## Biographie

### Origine et famille
La famille Stapleton fait partie de la vieille noblesse irlandaise, remontant peut-être à un John Stapleton né en 1199. 
Jean Stapleton épouse Hélène Skerett. De ce mariage naîtront trois enfants : Julienne, Jean et Marie.
Julienne épousera en 1713 Jean-Baptiste Mac Nemara, "lieutenant de Frégate et enseigne d'une compagnie de marine", et sa mère lui accorde une dot de 48 000 livres. Il deviendra plus tard vice-amiral et propriétaire du château de la Roche-Courbon.
Jean, né au Cap Français en 1697, épousera à Nantes Agnès O'Shiell en 1733, fille de Luc O'Shiell, d'une autre famille jacobite enrichie par le sucre et, en 1747, fera l’acquisition de la seigneurie de Trèves.
Marie épouse Pierre Christophe Le Meneust, sieur de Treilles et de Boisbriand, président à la Chambre des comptes de Bretagne.

### Carrière
Jean Stapleton fait partie des officiers irlandais jacobites, chassés par la seconde révolution anglaise et qui s'installent dans la fertile plaine du Nord de Saint-Domingue, tout en achetant progressivement des terres dans la région nantaise. 
Pour lui, l'installation à Saint-Domingue succède à un séjour dans les Antilles anglaises où il s'est d'abord réfugié. 
Il fait passer ses enfants en France, notamment Julienne, âgée de 10 ans, placée au couvent de la Providence à La Rochelle. 
Jean Stapleton est probablement un des hommes-clés de l'expédition de la Jamaïque en 1694 ; sous le commandement de l'amiral Jean-Baptiste Du Casse, directeur de la Compagnie du Sénégal, elle permet de ramener plusieurs milliers d'esclaves dans le nord-est de Saint-Domingue, à une époque où ils sont encore rares. En 1695, les Anglais effectuent un raid punitif contre Saint-Domingue. En 1698 a lieu l'expédition de Carthagène qui provoque des tensions de la colonie avec la métropole.
Jean Stapleton vient en France en 1698 et s'installe à Nantes. 
Dans son testament rédigé la même année, il fait état de l'habitation (exploitation agricole) qu'il possède dans le quartier des Petites Anses à Saint-Domingue, avec une sucrerie et des esclaves, ainsi que d'une autre plantation de sucre à Montserrat, île qui avait accueilli des réfugiés irlandais en 1632 et dont est gouverneur depuis 1666 un autre Stapleton, William Stapleton, qui a combattu dans l'armée de Charles II. 
En 1701, peu avant de mourir, il acquiert  la seigneurie des Dervallières à Nantes, dont héritera son fils.

## Sources
- Étienne Taillemite et Denis Lieppe, "Liste des premiers planteurs de Saint-Domingue", dans Percée de l'Europe sur les océans vers 1690-vers 1790, page 215. Cf.
- Patrick Clarke de Dromantin, Les réfugiés jacobites dans la France du XVIIIe siècle, Presses universitaires de Bordeaux, 2005, 525 p. [ (ISBN 2-86781-362-X)]